# Христианско-демократическая народная партия (Молдова)
Христиа́нско-демократи́ческая наро́дная па́ртия (рум. Partidul Popular Creştin Democrat) — политическая партия в Республике Молдова. Относится к правоцентристской, консервативной и христианско-демократической части политического спектра.

## История
ХДНП является преемником Демократического движения в поддержку перестройки (3 июня 1988—20 мая 1989), Народного фронта Молдовы (20 мая 1989—15 февраля 1992) и Христианско-демократического народного фронта (15 февраля 1992—11 декабря 1999). В марте 2005 года партия стала наблюдателем Европейской народной партии. ХДНП является членом Европейского христианского политического движения.
20 мая 1989 года созывается учредительный съезд Демократического движения Молдовы, в котором приняли участие делегаты из 30 районов Молдовы. На базе Демократического движения съезд решил создать Народный фронт Молдовы (НФМ). В период с 1989 по 1992 год, благодаря организации акций протестов, основным требованием которых было возвращения к национальным символам Молдовы, были получены на эти политические достижения:
- 31 августа 1989 года румынский язык становится государственным языком Молдовы на основе латинской графики.
- 27 апреля 1990 года румынский триколор становится флагом республики.
- 23 июня 1990 года была принята декларация о независимости Молдавской ССР.
- 3 ноября 1990 года был утверждён герб Республики Молдова.

Народный фронт Молдовы был единственной политической силой, соперницей Коммунистической партии Молдовы в избирательной кампании 25 февраля-10 марта 1990 года, получившей треть мандатов депутатов в Верховном совете Молдавской ССР (с 26 апреля 1990 года парламенте Республики Молдова).
С 30 июня по 1 июля 1990 года был проведён II съезд Народного фронта Молдовы, который принял антикоммунистическую и антисоветскую программу. Съезд запрещает присоединение членов Коммунистической партии Молдовы к Народному фронту. Съезд переизбирает Иона Хадыркэ в должности председателя НФМ.
15-16 февраля 1992 года проводится III съезд Народного фронта. Съезд избрал политической идеологией Народного фронта христианскую демократию и изменяет название на Христианско-демократический народный фронт. В качестве председателя ХДНФ был избран Мирча Друк. Первым вице-председателем избирается Юрий Рошка.
27 октября 1993 года основывается избирательный блок «Альянс христианско-демократического народного фронта», в который входят Христианско-демократический народный фронт, Движение волонтёров Республики Молдова и Организация христианско-демократической молодёжи. Блок принял участие в парламентских выборах 1994 года получив 9 мандатов в парламенте.
24 апреля 1994 года проходит IV съезд ХДНФ. Съезд утверждает символику ХДНФ — проецируемое изображение Штефана Великого. В должности председателя ХДНФ был избран Юрий Рошка.
27 марта 1995 года в рядах ХДНФ была создана автономная организация партии: Молодёжная организация ХДНФ «Новое Поколение».
19 июня 1997 года была подписана декларация о создании блока партий демократической ориентации «Демократическая конвенция Молдовы», подписанная председателем ХДНФ Юрием Рошкой и Мирчей Снегуром, председателем ПВСМ (Партия возрождения и согласия Молдовы). Позднее к блоку присоединились Экологическая партия Молдовы «Зелёный альянс», Христианско-демократическая лига женщин Молдовы и Крестьянская христианско-демократическая партия Молдовы. Блок участвовал в парламентских выборах 1998 года, получив 19,42 % голосов и 26 мест в парламенте, 8 из которых получили члены ХДНФ.
Христианско-демократический народный фронт участвует в создании коалиции демократических партий Альянс за демократию и реформы (АДР), в которых также вошли депутаты Демократической конвенции Молдовы, Партия демократических сил и депутаты Избирательного блока «За демократическую и процветающую Молдову». Через год ХДНФ выходит из коалиции, а позднее вследствие неизбрания президента, Пётр Лучинский подписал указ о роспуске парламента и организации досрочных парламентских выборов 2001 года. В этих выборах приняла участие Христианско-демократическая народная партия, набрав 8,24 % голосов и 11 мандатов в парламенте.
11 декабря 1999 года проходит VI съезд ХДНФ, который принял решение об изменении названия партии на Христианско-демократическая народная партия. Председателем ХДНП был избран Юрий Рошка.
20 мая 2001 года был проведён VII съезд партии под лозунгом «ХДНП — Путь к власти, путь в Европу!». В качестве председателя партии был переизбран Юрий Рошка.
С 9 января по 29 апреля 2002 года Христианско-демократическая народная партия провела митинги нон-стоп и развернула палаточный городок на Площади Великого Национального Собрания, назвав его Город Свободы. Главные лозунги протестующих — «Долой коммунистов!» и «Новое поколение — спаситель нации!».
21 декабря 2002 года ХДНП организовала инициативную группу для республиканского референдума о присоединении Республики Молдова к Европейскому союзу и НАТО.
В период 19 января-23 февраля 2003 года, вследствие отказа ЦИК Молдовы зарегистрировать инициативную группу по проведение референдума о присоединении Республики Молдова к Европейскому союзу и НАТО, Юрий Рошка, председатель ХДНП, призвал все демократические силы страны объединить усилия на переориентацию Молдовы на Европейский союз. Для достижения этой цели парламентская фракция ХДНП организует митинги и демонстрации протеста против действий коммунистической власти под лозунгами: «Хотим в НАТО!» и «Хотим в Европу!».
24 ноября 2003 года, по инициативе Христианско-демократической народной партии был создан Комитет по защите независимости и Конституции, в который вошли: Христианско-демократическая народная партия, Альянс «Наша Молдова», Социал-демократическая партия Молдовы, Социал-либеральная партия, Партия реформ, Экологическая партия Молдовы «Зелёный альянс», Демократическая партия Молдовы, Центристский союз Молдовы и Румынская национальная партия.
ХДНП участвует в парламентских выборах 2005 года, получив 9,07 % голосов и 11 мандатов в парламенте. Фракция ХДНП, наряду с депутатами ПКРМ, Демократической партии и Социал-либеральной партии голосует за переизбрание Владимира Воронина на должности президента страны. Юрий Рошка занимает должность вице-председателя парламента Молдовы (2005—2009). На парламентских выборах 6 марта 2005 предвыборная кампания ХДНП прошла под лозунгами борьбы с правящей Партией коммунистов Республики Молдова. Также активно использовались образы завершившейся украинской Оранжевой революции: партийным цветом был избран оранжевый, лидер партии Юрий Рошка встречался с президентом Украины Виктором Ющенко и президентом Грузии Михаилом Саакашвили.
Однако во второй половине 2000-х Юрий Рошка неожиданно уходит с позиций унионизма и евроинтеграции. Меняется и риторика ХДНП, что сразу же сказалось на её популярности. На парламентские выборы 2009 года ХДНП включает в свои списки часть членов своей молодёжной организации «Новое Поколение». На этих выборах партия впервые не преодолевает избирательный порог, набрав 3,04 % голосов избирателей.
Предвыборный список ХДНП на досрочные парламентские выборы июля 2009 года формируется исключительно из членов её молодёжной организации. Партия снова не преодолевает избирательный порог, получив поддержку 1,91 % избирателей.
ХДНП участвовала в досрочных парламентских выборах 2010 года, получив 0,53 % голосов и не преодолев избирательный барьер.
20 февраля 2011 года в Кишинёве состоялся XIII съезд Христианско-демократической народной партии. В работе съезда приняли участие более 600 делегатов из всех регионов страны, приглашенные из-за рубежа, представители дипломатического корпуса. Съезд ХДНП принял ряд резолюций относительно политической и экономической ситуации в стране. Были сформулированы конкретные предложения, направленные на углубление реформ демократических институтов и укрепление правового государства, модернизацию и усиление национальной экономики, восстановление автономии местной администрации. Были приняты резолюции: «О статусе и полномочиях председателя Парламента», «О Независимости Правосудия», «Об экономической ситуации и о способах её восстановления», «О событиях 7 апреля 2009 года», «О состоянии местных органов власти в преддверии выборов».
По предложению Юрия Рошки была введена должность Почётного председателя ХДНП. На эту должность был избран бывший политический узник Ион Морару.
Юрий Рошка предложил избрать на должность председателя партии Виктора Чобану, который до сего дня являлся лидером молодёжной организации ХДНП «Новое Поколение».
В свою очередь, Виктор Чобану предложил избрать на должности вице-председателей 15 представителей Христианско-демократической народной партии: Игорь Цуркану, Николая Тудоряну, Игоря Чуру, Лилиану Чеклу, Раду Бушилэ, Елену Катышеву, Алексея Капбэтут, Марчела Дудник, Геннадия Вакуловски, Серджиу Рабей, Нину Унгуряну, Драгоша Гросу, Андрея Бордеяну, Лучию Кужбэ, Чезара Салагор.
На должность Генерального секретаря партии был переизбран Дину Цуркану, а на должности его заместителей были избраны Андрей Шеремет и Александру Репида.
В настоящее время ХДНП представляет собой классическую малую партию «лидерского» типа (партию Ю. Рошка), фактически стоит на позиции евроскептицизма, поддерживает идею многополярной внешней политики Молдавии.

## Председатели ХДНП
- Ион Хадыркэ (20 мая 1989 — 16 февраля 1992)
- Мирча Друк (16 февраля 1992 — 24 апреля 1994)
- Юрий Рошка (24 апреля 1994 — 20 февраля 2011)
- Виктор Чобану (с 20 февраля 2011)

## Руководство ХДНП
- Виктор Чобану — председатель ХДНП
- Ион Морару — почётный председатель ХДНП
- Раду Бушилэ — вице-председатель ХДНП
- Генадие Вакуловски — вице-председатель ХДНП
- Игорь Чуру — вице-председатель ХДНП
- Серджиу Рабей — вице-председатель ХДНП
- Драгош Гроссу — вице-председатель ХДНП
- Нина Унгуряну — вице-председатель ХДНП
- Дину Цуркану — генеральный секретарь ХДНП

## Приоритеты ХДНП
- Прекращение политической войны
- Возрождение Молдовы
- Развития села и создания рабочих мест

## Результаты на выборах
| Количество отданных голосов |
| --------------------------- |
|                             |

| Мест в парламенте |
| ----------------- |
|                   |

| Выборы          | Название партии/блока                                                               | Голоса  | %       | Мест в парламенте |
| --------------- | ----------------------------------------------------------------------------------- | ------- | ------- | ----------------- |
| 27 февраля 1994 | Избирательный блок «Альянс христианско-демократического народного фронта» (ИбАХДНФ) | 133 606 | 7.53 %  | 9 (8 от ХДНФ)     |
| 22 марта 1998   | Избирательный блок «Демократическая конвенция Молдовы» (ИбДКМ)                      | 315 206 | 19.42 % | 26 (8 от ХДНФ)    |
| 25 февраля 2001 | Христианско-демократическая народная партия (ХДНП)                                  | 130 810 | 8.24 %  | 11                |
| 6 марта 2005    | Христианско-демократическая народная партия (ХДНП)                                  | 141 341 | 9.07 %  | 11                |
| 5 апреля 2009   | Христианско-демократическая народная партия (ХДНП)                                  | 46 549  | 3.04 %  | 0                 |
| 29 июля 2009    | Христианско-демократическая народная партия (ХДНП)                                  | 30 173  | 1.91 %  | 0                 |
| 28 ноября 2010  | Христианско-демократическая народная партия (ХДНП)                                  | 9 046   | 0.53 %  | 0                 |
| 30 ноября 2014  | Христианско-демократическая народная партия (ХДНП)                                  | 11 782  | 0.74 %  | 0                 |

## Логотип
Партия сменила 1 логотип. Нынешний — второй по счёту.

Логотип до 2011
Логотип с 2011